# Liste des consuls de la République romaine
Pour des articles plus généraux, voir Fastes consulaires et Consul (Rome antique).
Cette liste des consuls de la République romaine recense les noms des consuls de la fondation de la République en 509 av. J.-C. jusqu'à l'instauration du principat par Auguste en 27 av. J.-C. Dans l'Antiquité, cette liste des consuls est appelée Fastes consulaires et sert de calendrier de référence. En effet, les Romains repèrent souvent l'année en donnant les noms des consuls ordinaires élus, ce qui fait d'eux des magistrats éponymes.

## Reconstitution de la liste des consuls

### Le manque de fiabilité des sources
Plusieurs difficultés apparaissent pour reconstituer une liste de consuls dans les premiers siècles de la République. Selon Tite-Live, les archives de Rome auraient été détruites lors du sac de Rome par les Gaulois et reconstituées aussitôt après. Les historiens modernes ne sont pas certains que les fastes aient été détruits lors de ce sac, surtout si leurs supports sont en pierre ou en bronze. Néanmoins, les fastes des magistrats des premiers temps de la République restent très controversés, surtout à cause du fait qu'ils ont pu être modifié ultérieurement afin d'augmenter le prestige d'une famille.
Autre problème, avant 153 av. J.-C., l'entrée en fonction des consuls ne se fait pas au premier janvier, donc les mandats ne coïncident pas avec l'année calendaire. De plus, si les consulats durent en principe douze mois, des périodes de dictature ou des séries d'interrois peuvent s'intercaler entre les consulats et introduisent des irrégularités.

### Le problème de la datation
Les historiens romains élaborent à la fin du Ier siècle av. J.-C. une chronologie complète de l'histoire romaine dans laquelle ils datent la création de la République en 509 av. J.-C. Cette chronologie, baptisée chronologie varronienne du nom de l'historien Varron, est reconnue officiellement au début de l'Empire. Elle est notamment utilisée par Tite-Live. Toutefois, l'exactitude de la chronologie varronienne est aujourd'hui remise en cause et on observe un décalage entre les dates fournies par Tite-Live et d'autres historiens antiques comme Polybe ou Diodore de Sicile. Par exemple, Tite-Live date le sac de Rome de 390 alors que Polybe le place en 386.
Les historiens ne s'accordent pas sur la période de cinq ans sans consuls entre 375 et 371 av. J.-C., à la suite du blocage des élections par les tribuns de la plèbe Caius Licinius Stolon et Lucius Sextius Lateranus, présente dans la chronologie. Tite-Live présente ces cinq années comme solitudo magistratuum, à l'inverse de Diodore de Sicile qui n'admet qu'une année. D'autres problèmes se posent pour quatre années de dictature sans consul : 333, 324, 309 et 301 av. J.-C. Selon la chronologie varronienne, lors de ces quatre années, un dictateur aurait été élu pour un mandat d'un an et non de six mois comme le veut la tradition. Ces irrégularités ont probablement été introduites pour corriger des erreurs transmises par les auteurs plus anciens en allongeant par exemple la durée de l'anarchie politique ou la durée des dictatures. Néanmoins, en dépit de ces erreurs reconnues, la littérature académique continue de se servir de la chronologie varronienne par convention.

### Les sources antiques
Les fastes consulaires capitolins (fasti consulari capitolini) constituent une source épigraphique précieuse pour la reconstitution de la liste des consuls. Affichés sur les montants intérieurs des arcs d'Auguste du Forum Romain, les fastes sont partiellement retrouvés entre 1546 et 1547 et conservés dans les musées du Capitole depuis 1586. Ils contiennent entre autres la liste des consuls éponymes entre 483 et 19 av. J.-C. Les Actes des Frères Arvales et les Fastes d'Ostie, bien qu'également fragmentaires, offrent des renseignements complémentaires.
En plus des sources épigraphiques, les historiens modernes peuvent s'appuyer sur les annales d'historiens antiques comme Tite-Live, Denys d'Halicarnasse ou Diodore de Sicile et sur les fastes reconstitués par les chroniqueurs du Bas-Empire et de l'Antiquité tardive comme le Chronographe de 354, les Fasti Hispani d'Hydace de Chaves, la chronique de Cassiodore et le Chronicon Paschale.

## Liste des consuls de la République romaine

### VIesiècleav. J.-C.
| An  | Consuls (• : patriciens et • : plébéiens)                                                                          | Consuls (• : patriciens et • : plébéiens) |
| 509 | Lucius Junius Brutus** •                                                                                           | Lucius Tarquinius Collatinus* •           |
| 509 | Suff. : *Publius Valerius Publicola • I, **Spurius Lucretius Tricipitinus*** • et ***Marcus Horatius Pulvillus • I |                                           |
| 508 | Publius Valerius Publicola • II                                                                                    | Titus Lucretius Tricipitinus • I          |
| 507 | Publius Valerius Publicola • III                                                                                   | Marcus Horatius Pulvillus • II            |
| 506 | Spurius Larcius Flavius • I                                                                                        | Titus Herminius Aquilinus •               |
| 505 | Publius Postumius Tubertus • I                                                                                     | Marcus Valerius Volusus •                 |
| 504 | Publius Valerius Publicola • IV                                                                                    | Titus Lucretius Tricipitinus • II         |
| 503 | Publius Postumius Tubertus • II                                                                                    | Agrippa Menenius Lanatus •                |
| 502 | Spurius Cassius Vecellinus • I                                                                                     | Opiter Verginius Tricostus •              |
| 501 | Titus Larcius Flavus • I                                                                                           | Postumius Cominius Auruncus • I           |
| 501 | Dictature : Titus Larcius Flavus •                                                                                 |                                           |
|     | |                                           |

### Vesiècleav. J.-C.
| An  | Consuls (• : patriciens et • : plébéiens)                   | Consuls (• : patriciens et • : plébéiens)       |  |
| 500 | Manius Tullius Longus •                                     | Servius Sulpicius Camerinus Cornutus •          |  |
| 499 | Titus Aebutius Helva •                                      | Caius Veturius Geminus Cicurinus •              |  |
| 499 | Dictature : Aulus Postumius Albus Regillensis •             |                                                 |  |
| 498 | Titus Larcius Flavus • II                                   | Quintus Cloelius Siculus •                      |  |
| 497 | Aulus Sempronius Atratinus • I                              | Marcus Minucius Augurinus • I                   |  |
| 496 | Aulus Postumius Albus Regillensis •                         | Titus Verginius Tricostus Caeliomontanus •      |  |
| 495 | Appius Claudius Sabinus Regillensis •                       | Publius Servilius Priscus Structus •            |  |
| 494 | Aulus Verginius Tricostus Caeliomontanus •                  | Titus Veturius Geminus Cicurinus •              |  |
| 494 | Dictature : Manius Valerius Volusus Maximus •               |                                                 |  |
| 493 | Spurius Cassius Vecellinus • II                             | Postumius Cominius Auruncus • II                |  |
| 492 | Titus Geganius Macerinus •                                  | Publius Minucius Augurinus •                    |  |
| 491 | Aulus Sempronius Atratinus • II                             | Marcus Minucius Augurinus • II                  |  |
| 490 | Spurius Larcius Flavius • II                                | Quintus Sulpicius Camerinus Cornutus •          |  |
| 489 | Caius Iulius Iullus •                                       | Publius Pinarius Mamercinus Rufus •             |  |
| 488 | Spurius Nautius Rutilus •                                   | Sextus Furius Medullinus •                      |  |
| 487 | Titus Sicinius Sabinus •                                    | Caius Aquillius Tuscus •                        |  |
| 486 | Spurius Cassius Vecellinus • III                            | Proculus Verginius Tricostus Rutilus •          |  |
| 485 | Quintus Fabius Vibulanus • I                                | Servius Cornelius Maluginensis •                |  |
| 484 | Kaeso Fabius Vibulanus • I                                  | Lucius Aemilius Mamercinus • I                  |  |
| 483 | Marcus Fabius Vibulanus • I                                 | Lucius Valerius Potitus Publicola • I           |  |
| 482 | Quintus Fabius Vibulanus • II                               | Caius Iulius Iullus •                           |  |
| 481 | Kaeso Fabius Vibulanus • II                                 | Spurius Furius Fusus •                          |  |
| 480 | Marcus Fabius Vibulanus • II                                | Cnaeus Manlius Cincinnatus •                    |  |
| 479 | Kaeso Fabius Vibulanus • III                                | Titus Verginius Tricostus Rutilus •             |  |
| 478 | Lucius Aemilius Mamercinus • II                             | Caius Servilius Structus Ahala* •               |  |
| 478 | Suff. : *Opiter Verginius Esquilinus •                      |                                                 |  |
| 477 | Caius Horatius Pulvillus • I                                | Titus Menenius Lanatus •                        |  |
| 476 | Aulus Verginius Tricostus Rutilus •                         | Spurius Servilius Priscus Structus •            |  |
| 475 | Publius Valerius Publicola • I                              | Caius Nautius Rutilus • I                       |  |
| 474 | Aulus Manlius Vulso •                                       | Lucius Furius Medullinus •                      |  |
| 473 | Lucius Aemilius Mamercinus • III                            | Vopiscus Iulius Iullus •                        |  |
| 473 | ou                                                          |                                                 |  |
| 473 | Lucius Aemilius Mamercinus • III                            | Opiter Verginius Esquilinus • II                |  |
| 472 | Lucius Pinarius Mamercinus Rufus •                          | Publius Furius Medullinus Fusus •               |  |
| 471 | Titus Quinctius Capitolinus Barbatus • I                    | Appius Claudius Crassinus Regillensis Sabinus • |  |
| 470 | Lucius Valerius Potitus Publicola • II                      | Tiberius Aemilius Mamercinus • I                |  |
| 469 | Titus Numicius Priscus •                                    | Aulus Verginius Tricostus Caeliomontanus •      |  |
| 468 | Titus Quinctius Capitolinus Barbatus • II                   | Quintus Servilius Priscus • I                   |  |
| 467 | Tiberius Aemilius Mamercinus • II                           | Quintus Fabius Vibulanus • I                    |  |
| 466 | Quintus Servilius Priscus • II                              | Spurius Postumius Albus Regillensis •           |  |
| 465 | Titus Quinctius Capitolinus Barbatus • III                  | Quintus Fabius Vibulanus • II                   |  |
| 464 | Aulus Postumius Albus Regillensis •                         | Spurius Furius Medullinus Fusus • I             |  |
| 463 | Publius Servilius Priscus •                                 | Lucius Aebutius Helva •                         |  |
| 462 | Lucius Lucretius Tricipitinus •                             | Titus Veturius Geminus Cicurinus •              |  |
| 461 | Publius Volumnius Amintinus Gallus •                        | Servius Sulpicius Camerinus Cornutus •          |  |
| 460 | Publius Valerius Publicola* • II                            | Caius Claudius Sabinus Regillensis •            |  |
| 460 | Suff. : *Lucius Quinctius Cincinnatus •                     |                                                 |  |
| 459 | Quintus Fabius Vibulanus • III                              | Lucius Cornelius Maluginensis Uritus Cossus •   |  |
| 458 | Caius Nautius Rutilus • II                                  | Lucius Minucius Esquilinus Augurinus •          |  |
| 458 | Dictature : Lucius Quinctius Cincinnatus • I                |                                                 |  |
| 458 | ou                                                          |                                                 |  |
| 458 | Caius Nautius Rutilus • II                                  | Carve(tus)* ?                                   |  |
| 458 | Suff. : *Lucius Minucius Esquilinus Augurinus •             |                                                 |  |
| 457 | Caius Horatius Pulvillus • II                               | Quintus Minucius Esquilinus Augurinus •         |  |
| 457 | ou                                                          |                                                 |  |
| 457 | Marcus Fabius Vibulanus • (I)                               | Lucius Quinctius Cincinnatus • (II)             |  |
| 456 | Marcus Valerius Maximus Lactuca •                           | Spurius Verginius Tricostus Caeliomontanus •    |  |
| 455 | Titus Romilius Rocus Vaticanus •                            | Caius Veturius Cicurinus •                      |  |
| 454 | Spurius Tarpeius Montanus Capitolinus •                     | Aulus Aternius Varus Fontinalis •               |  |
| 453 | Sextus Quinctilius Varus* •                                 | Publius Curiatius Fistus Trigeminus •           |  |
| 453 | Suff. : *Spurius Furius Medullinus Fusus • II               |                                                 |  |
| 452 | Titus Menenius Lanatus •                                    | Publius Sestius Capitolinus Vaticanus •         |  |
| 451 | Appius Claudius Crassus Regillensis Sabinus •               | Titus Genucius Augurinus •                      |  |
| 451 | Premier collège des décemvirs                               |                                                 |  |
| 450 | Premier et second collèges des décemvirs                    | Premier et second collèges des décemvirs        |  |
| 449 | Second collège des décemvirs                                | Second collège des décemvirs                    |  |
| 449 | Marcus Horatius Barbatus •                                  | Lucius Valerius Potitus •                       |  |
| 448 | Spurius Herminius Coritinesanus Aquilinus •                 | Titus Verginius Tricostus Caeliomontanus •      |  |
| 447 | Caius Iulius Iullus • I                                     | Marcus Geganius Macerinus • I                   |  |
| 446 | Titus Quinctius Capitolinus Barbatus • IV                   | Agrippa Furius Fusus •                          |  |
| 445 | Marcus Genucius Augurinus •                                 | Caius Curtius Philo •                           |  |
| 444 | Tribunat militaire à pouvoir consulaire                     | Tribunat militaire à pouvoir consulaire         |  |
| 444 | Lucius Papirius Mugillanus •                                | Lucius Sempronius Atratinus •                   |  |
| 443 | Titus Quinctius Capitolinus Barbatus • V                    | Marcus Geganius Macerinus • II                  |  |
| 442 | Postumius Aebutius Helva Cornicen •                         | Marcus Fabius Vibulanus •                       |  |
| 441 | Caius Furius Pacilus Fusus •                                | Manius Papirius Crassus •                       |  |
| 440 | Proculus Geganius Macerinus •                               | Lucius Menenius Lanatus •                       |  |
| 439 | Titus Quinctius Capitolinus Barbatus • VI                   | Agrippa Menenius Lanatus •                      |  |
| 439 | Dictature : Lucius Quinctius Cincinnatus • II               |                                                 |  |
| 438 | Tribunat militaire à pouvoir consulaire                     | Tribunat militaire à pouvoir consulaire         |  |
| 437 | Marcus Geganius Macerinus • III                             | Lucius Sergius Fidenas • I                      |  |
| 437 | Dictature : Mamercus Aemilius Mamercinus • I                |                                                 |  |
| 436 | Lucius Papirius Crassus I •                                 | Marcus Cornelius Maluginensis •                 |  |
| 435 | Caius Iulius Iullus • II                                    | Lucius Verginius Tricostus • I                  |  |
| 435 | Dictature : Quintus Servilius Structus Priscus Fidenas • I  |                                                 |  |
| 434 | (Caius Iulius Iullus • III)                                 | (Lucius Verginius Tricostus • II)               |  |
| 434 | Dictature : Mamercus Aemilius Mamercinus • II               |                                                 |  |
| 434 | ou                                                          |                                                 |  |
| 434 | Tribunat militaire à pouvoir consulaire                     |                                                 |  |
| 434 | Dictature : Mamercus Aemilius Mamercinus • II               |                                                 |  |
| 433 | Tribunat militaire à pouvoir consulaire                     | Tribunat militaire à pouvoir consulaire         |  |
| 432 | Tribunat militaire à pouvoir consulaire                     | Tribunat militaire à pouvoir consulaire         |  |
| 431 | Titus Quinctius Pœnus Cincinnatus • I                       | Cnaeus Iulius Mento •                           |  |
| 431 | Dictature : Aulus Postumius Tubertus •                      |                                                 |  |
| 430 | Lucius Papirius Crassus II •                                | Lucius Iulius Iullus •                          |  |
| 429 | Lucius Sergius Fidenas • II                                 | Hostus Lucretius Tricipitinus •                 |  |
| 428 | Titus Quinctius Pœnus Cincinnatus • II                      | Aulus Cornelius Cossus •                        |  |
| 427 | Lucius Papirius Mugillanus •                                | Caius Servilius Structus Ahala •                |  |
| 426 | Tribunat militaire à pouvoir consulaire                     | Tribunat militaire à pouvoir consulaire         |  |
| 426 | Dictature : Mamercus Aemilius Mamercinus • III              |                                                 |  |
| 425 | Tribunat militaire à pouvoir consulaire                     | Tribunat militaire à pouvoir consulaire         |  |
| 424 | Tribunat militaire à pouvoir consulaire                     | Tribunat militaire à pouvoir consulaire         |  |
| 423 | Caius Sempronius Atratinus •                                | Quintus Fabius Vibulanus Ambustus •             |  |
| 422 | Tribunat militaire à pouvoir consulaire                     | Tribunat militaire à pouvoir consulaire         |  |
| 421 | Numerius Fabius Vibulanus •                                 | Titus Quinctius Capitolinus Barbatus •          |  |
| 420 | Tribunat militaire à pouvoir consulaire                     | Tribunat militaire à pouvoir consulaire         |  |
| 419 | Tribunat militaire à pouvoir consulaire                     | Tribunat militaire à pouvoir consulaire         |  |
| 418 | Tribunat militaire à pouvoir consulaire                     | Tribunat militaire à pouvoir consulaire         |  |
| 418 | Dictature : Quintus Servilius Structus Priscus Fidenas • II |                                                 |  |
| 417 | Tribunat militaire à pouvoir consulaire                     | Tribunat militaire à pouvoir consulaire         |  |
| 416 | Tribunat militaire à pouvoir consulaire                     | Tribunat militaire à pouvoir consulaire         |  |
| 415 | Tribunat militaire à pouvoir consulaire                     | Tribunat militaire à pouvoir consulaire         |  |
| 414 | Tribunat militaire à pouvoir consulaire                     | Tribunat militaire à pouvoir consulaire         |  |
| 413 | Lucius Furius Medullinus • I                                | Aulus Cornelius Cossus •                        |  |
| 412 | Caius Furius Pacilus •                                      | Quintus Fabius Ambustus Vibulanus •             |  |
| 411 | Spurius Nautius Rutilus •                                   | Marcus Papirius Mugillanus •                    |  |
| 410 | Manius Aemilius Mamercinus •                                | Caius Valerius Potitus Volusus •                |  |
| 409 | Lucius Furius Medullinus • II                               | Cnaeus Cornelius Cossus •                       |  |
| 408 | Tribunat militaire à pouvoir consulaire                     | Tribunat militaire à pouvoir consulaire         |  |
| 408 | Dictature : Publius Cornelius Rutilus Cossus •              |                                                 |  |
| 407 | Tribunat militaire à pouvoir consulaire                     | Tribunat militaire à pouvoir consulaire         |  |
| 406 | Tribunat militaire à pouvoir consulaire                     | Tribunat militaire à pouvoir consulaire         |  |
| 405 | Tribunat militaire à pouvoir consulaire                     | Tribunat militaire à pouvoir consulaire         |  |
| 404 | Tribunat militaire à pouvoir consulaire                     | Tribunat militaire à pouvoir consulaire         |  |
| 403 | Tribunat militaire à pouvoir consulaire                     | Tribunat militaire à pouvoir consulaire         |  |
| 402 | Tribunat militaire à pouvoir consulaire                     | Tribunat militaire à pouvoir consulaire         |  |
| 401 | Tribunat militaire à pouvoir consulaire                     | Tribunat militaire à pouvoir consulaire         |  |
|     |                                                             |                                                 |  |

### IVesiècleav. J.-C.
| An  | Consuls (• : patriciens et • : plébéiens)                                  | Consuls (• : patriciens et • : plébéiens)                  |
| 400 | Tribunat militaire à pouvoir consulaire                                    | Tribunat militaire à pouvoir consulaire                    |
| 399 | Tribunat militaire à pouvoir consulaire                                    | Tribunat militaire à pouvoir consulaire                    |
| 398 | Tribunat militaire à pouvoir consulaire                                    | Tribunat militaire à pouvoir consulaire                    |
| 397 | Tribunat militaire à pouvoir consulaire                                    | Tribunat militaire à pouvoir consulaire                    |
| 396 | Tribunat militaire à pouvoir consulaire                                    | Tribunat militaire à pouvoir consulaire                    |
| 396 | Dictature : Marcus Furius Camillus • I                                     |                                                            |
| 395 | Tribunat militaire à pouvoir consulaire                                    | Tribunat militaire à pouvoir consulaire                    |
| 394 | Tribunat militaire à pouvoir consulaire                                    | Tribunat militaire à pouvoir consulaire                    |
| 393 | Lucius Valerius Potitus* • I                                               | Publius Cornelius Maluginensis* •                          |
| 393 | Suff. : *Lucius Lucretius Tricipitinus • et *Servius Sulpicius Camerinus • |                                                            |
| 392 | Lucius Valerius Potitus • II                                               | Marcus Manlius Capitolinus •                               |
| 391 | Tribunat militaire à pouvoir consulaire                                    | Tribunat militaire à pouvoir consulaire                    |
| 390 | Tribunat militaire à pouvoir consulaire                                    | Tribunat militaire à pouvoir consulaire                    |
| 390 | Dictature : Marcus Furius Camillus • II                                    |                                                            |
| 389 | Tribunat militaire à pouvoir consulaire                                    | Tribunat militaire à pouvoir consulaire                    |
| 389 | Dictature : Marcus Furius Camillus • III                                   |                                                            |
| 388 | Tribunat militaire à pouvoir consulaire                                    | Tribunat militaire à pouvoir consulaire                    |
| 387 | Tribunat militaire à pouvoir consulaire                                    | Tribunat militaire à pouvoir consulaire                    |
| 386 | Tribunat militaire à pouvoir consulaire                                    | Tribunat militaire à pouvoir consulaire                    |
| 385 | Tribunat militaire à pouvoir consulaire                                    | Tribunat militaire à pouvoir consulaire                    |
| 385 | Dictature : Aulus Cornelius Cossus •                                       |                                                            |
| 384 | Tribunat militaire à pouvoir consulaire                                    | Tribunat militaire à pouvoir consulaire                    |
| 383 | Tribunat militaire à pouvoir consulaire                                    | Tribunat militaire à pouvoir consulaire                    |
| 382 | Tribunat militaire à pouvoir consulaire                                    | Tribunat militaire à pouvoir consulaire                    |
| 381 | Tribunat militaire à pouvoir consulaire                                    | Tribunat militaire à pouvoir consulaire                    |
| 380 | Tribunat militaire à pouvoir consulaire                                    | Tribunat militaire à pouvoir consulaire                    |
| 380 | Dictature : Titus Quinctius Cincinnatus Capitolinus •                      |                                                            |
| 379 | Tribunat militaire à pouvoir consulaire                                    | Tribunat militaire à pouvoir consulaire                    |
| 378 | Tribunat militaire à pouvoir consulaire                                    | Tribunat militaire à pouvoir consulaire                    |
| 377 | Tribunat militaire à pouvoir consulaire                                    | Tribunat militaire à pouvoir consulaire                    |
| 376 | Tribunat militaire à pouvoir consulaire                                    | Tribunat militaire à pouvoir consulaire                    |
| 375 | Aucun magistrat élu                                                        | Aucun magistrat élu                                        |
| 374 | Aucun magistrat élu                                                        | Aucun magistrat élu                                        |
| 373 | Aucun magistrat élu                                                        | Aucun magistrat élu                                        |
| 372 | Aucun magistrat élu                                                        | Aucun magistrat élu                                        |
| 371 | Aucun magistrat élu                                                        | Aucun magistrat élu                                        |
| 370 | Tribunat militaire à pouvoir consulaire                                    | Tribunat militaire à pouvoir consulaire                    |
| 369 | Tribunat militaire à pouvoir consulaire                                    | Tribunat militaire à pouvoir consulaire                    |
| 368 | Tribunat militaire à pouvoir consulaire                                    | Tribunat militaire à pouvoir consulaire                    |
| 368 | Dictatures : Marcus Furius Camillus • IV et Publius Manlius Capitolinus •  |                                                            |
| 367 | Tribunat militaire à pouvoir consulaire                                    | Tribunat militaire à pouvoir consulaire                    |
| 367 | Dictature : Marcus Furius Camillus • V                                     |                                                            |
| 366 | Lucius Aemilius Mamercinus • I                                             | Lucius Sextius Lateranus •                                 |
| 365 | Quintus Servilius Ahala • I                                                | Lucius Genucius Aventinensis • I                           |
| 364 | Caius Sulpicius Peticus • I                                                | Caius Licinius Stolon • I                                  |
| 363 | Lucius Aemilius Mamercinus • II                                            | Cnaeus Genucius Aventinensis •                             |
| 363 | Dictature : Lucius Manlius Capitolinus Imperiosus •                        |                                                            |
| 362 | Quintus Servilius Ahala • II                                               | Lucius Genucius Aventinensis • II                          |
| 362 | Dictature : Appius Claudius Crassus Inregillensis (en) •                   |                                                            |
| 361 | Caius Sulpicius Peticus • II                                               | Caius Licinius Stolon • II                                 |
| 361 | Dictature : Titus Quinctius Pennus Capitolinus Crispinus •                 |                                                            |
| 360 | Marcus Fabius Ambustus • I                                                 | Caius Poetelius Libo Visolus • I*                          |
| 360 | Dictature : Quintus Servilius Ahala •                                      |                                                            |
| 359 | Cnaeus Manlius Capitolinus Imperiosus • I                                  | Marcus Popillius Laenas • I                                |
| 358 | Caius Fabius Ambustus •                                                    | Caius Plautius Proculus •                                  |
| 358 | Dictature : Caius Sulpicius Peticus •                                      |                                                            |
| 357 | Cnaeus Manlius Capitolinus Imperiosus • II                                 | Caius Marcius Rutilus • I                                  |
| 356 | Marcus Fabius Ambustus • II                                                | Marcus Popillius Laenas • II                               |
| 356 | Dictature : Caius Marcius Rutilus •                                        |                                                            |
| 355 | Caius Sulpicius Peticus • III                                              | Marcus Valerius Publicola (en) • I                         |
| 354 | Marcus Fabius Ambustus • III                                               | Titus Quinctius Poenus Capitolinus Crispinus • I           |
| 353 | Caius Sulpicius Peticus • IV                                               | Marcus Valerius Publicola (en) • II                        |
| 353 | Dictature : Titus Manlius Imperiosus Torquatus • I                         |                                                            |
| 352 | Publius Valerius Publicola •                                               | Caius Marcius Rutilus • II                                 |
| 352 | Dictature : Caius Iulius Iullus (en) •                                     |                                                            |
| 351 | Caius Sulpicius Peticus • V                                                | Titus Quinctius Poenus Capitolinus Crispinus • II          |
| 351 | Dictature : Marcus Fabius Ambustus •                                       |                                                            |
| 350 | Lucius Cornelius Scipio (ru) •                                             | Marcus Popillius Laenas • III                              |
| 350 | Dictature : Lucius Furius Camillus (ru) • I                                |                                                            |
| 349 | Lucius Furius Camillus (ru) •                                              | Appius Claudius Crassus Inregillensis (en) •               |
| 349 | Dictature : Titus Manlius Imperiosus Torquatus • II                        |                                                            |
| 348 | Marcus Valerius Corvus • I                                                 | Marcus Popillius Laenas • IV                               |
| 347 | Titus Manlius Imperiosus Torquatus • I                                     | Caius Plautius Venox (en) • I                              |
| 346 | Marcus Valerius Corvus • II                                                | Caius Poetelius Libo Visolus • II                          |
| 345 | Marcus Fabius Dorso •                                                      | Servius Sulpicius Camerinus Rufus •                        |
| 345 | Dictature : Lucius Furius Camillus (ru) • II                               |                                                            |
| 344 | Titus Manlius Imperiosus Torquatus • II                                    | Caius Marcius Rutilus • III                                |
| 344 | Dictature : Publius Valerius Publicola •                                   |                                                            |
| 343 | Marcus Valerius Corvus • III                                               | Aulus Cornelius Cossus Arvina • I                          |
| 342 | Quintus Servilius Ahala • III                                              | Caius Marcius Rutilus • IV                                 |
| 342 | Dictature : Marcus Valerius Corvus •                                       |                                                            |
| 341 | Lucius Aemilius Mamercinus Privernas • I                                   | Caius Plautius Venox (en) • II                             |
| 340 | Titus Manlius Imperiosus Torquatus • III                                   | Publius Decius Mus •                                       |
| 340 | Dictature : Lucius Papirius Crassus •                                      |                                                            |
| 339 | Tiberius Aemilius Mamercinus •                                             | Quintus Publilius Philo • I                                |
| 339 | Dictature : Quintus Publilius Philo •                                      |                                                            |
| 338 | Lucius Furius Camillus • I                                                 | Caius Maenius •                                            |
| 337 | Caius Sulpicius Longus • I                                                 | Publius Aelius Paetus •                                    |
| 337 | Dictature : Caius Claudius Crassus •                                       |                                                            |
| 336 | Lucius Papirius Crassus • I                                                | Kaeso Duilius •                                            |
| 335 | Marcus Valerius Corvus • IV                                                | Marcus Atilius Regulus Calenus •                           |
| 335 | Dictature : Lucius Aemilius Mamercinus Privernas • I                       |                                                            |
| 334 | Spurius Postumius Albinus Caudinus • I                                     | Tiberius Veturius Calvinus • I                             |
| 333 | Première année de dictature : Publius Cornelius Rufinus •                  | Première année de dictature : Publius Cornelius Rufinus •  |
| 332 | Aulus Cornelius Cossus Arvina • II                                         | Cnaeus Domitius Calvinus •                                 |
| 332 | Dictature : Marcus Papirius Crassus •                                      |                                                            |
| 331 | Caius Valerius Potitus Flacus •                                            | Marcus Claudius Marcellus •                                |
| 331 | Dictature : Cnaeus Quintilius Varus •                                      |                                                            |
| 330 | Lucius Papirius Crassus • II                                               | Lucius Plautius Venno (ru) • I                             |
| 329 | Lucius Aemilius Mamercinus Privernas • II                                  | Caius Plautius Decianus • (I ?)                            |
| 328 | Publius Cornelius Scapula •                                                | Publius Plautius Proculus •                                |
| 328 | ou                                                                         |                                                            |
| 328 | Publius Cornelius •                                                        | Aulus Postumius •                                          |
| 328 | ou                                                                         |                                                            |
| 328 | Publius Cornelius Scipio Barbatus •                                        | Caius Plautius Decianus • II                               |
| 327 | Lucius Cornelius Lentulus •                                                | Quintus Publilius Philo • II                               |
| 327 | Dictature : Marcus Claudius Marcellus •                                    |                                                            |
| 326 | Lucius Papirius Cursor • I                                                 | Caius Poetelius Libo Visolus •                             |
| 325 | Lucius Furius Camillus • II                                                | Decimus Iunius Brutus Scaeva •                             |
| 324 | Deuxième année de dictature : Lucius Papirius Cursor • I                   | Deuxième année de dictature : Lucius Papirius Cursor • I   |
| 323 | Caius Sulpicius Longus • II                                                | Quintus Aulius Cerretanus • I                              |
| 322 | Quintus Fabius Maximus Rullianus • I                                       | Lucius Fulvius Curvus •                                    |
| 322 | Dictature : Aulus Cornelius Cossus Arvina •                                |                                                            |
| 321 | Spurius Postumius Albinus Caudinus • II                                    | Tiberius Veturius Calvinus • II                            |
| 321 | Dictatures : Quintus Fabius Ambustus • et Marcus Aemilius Barbula Papus •  |                                                            |
| 320 | Lucius Papirius Cursor • II                                                | Quintus Publilius Philo • III                              |
| 320 | Dictature : Lucius Cornelius Lentulus •                                    |                                                            |
| 319 | Lucius Papirius Cursor • III                                               | Quintus Aulius Cerretanus • II                             |
| 318 | Marcus Folius Flaccinator •                                                | Lucius Plautius Venno (ru) • III                           |
| 317 | Quintus Aemilius Barbula • I                                               | Caius Iunius Bubulcus Brutus • I                           |
| 316 | Spurius Nautius Rutilus •                                                  | Marcus Popillius Laenas •                                  |
| 316 | Dictature : Lucius Aemilius Mamercinus Privernas • II                      |                                                            |
| 315 | Lucius Papirius Cursor • IV                                                | Quintus Publilius Philo • IV                               |
| 315 | Dictature : Quintus Fabius Maximus Rullianus •                             |                                                            |
| 314 | Caius Sulpicius Longus • III                                               | Marcus Poetelius Libo •                                    |
| 314 | Dictature : Caius Maenius •                                                |                                                            |
| 313 | Lucius Papirius Cursor • V                                                 | Caius Iunius Bubulcus Brutus • II                          |
| 313 | Dictature : Caius Poetelius Libo Visolus •                                 |                                                            |
| 312 | Marcus Valerius Maximus Corvinus • I                                       | Publius Decius Mus • I                                     |
| 312 | Dictature : Caius Sulpicius Longus •                                       |                                                            |
| 311 | Quintus Aemilius Barbula • II                                              | Caius Iunius Bubulcus Brutus • III                         |
| 310 | Quintus Fabius Maximus Rullianus • II                                      | Caius Marcius Rutilus Censorinus •                         |
| 309 | Troisième année de dictature : Lucius Papirius Cursor • II                 | Troisième année de dictature : Lucius Papirius Cursor • II |
| 308 | Quintus Fabius Maximus Rullianus • III                                     | Publius Decius Mus • II                                    |
| 307 | Appius Claudius Caecus • I                                                 | Lucius Volumnius Flamma Violens • I                        |
| 306 | Publius Cornelius Arvina • I                                               | Quintus Marcius Tremulus • I                               |
| 306 | Dictature : Publius Cornelius Scipio Barbatus •                            |                                                            |
| 305 | Lucius Postumius Megellus • I                                              | Tiberius Minucius Augurinus •*                             |
| 305 | Suff. : *Marcus Fulvius Curvus Paetinus •                                  |                                                            |
| 304 | Publius Sulpicius Saverrio •                                               | Publius Sempronius Sophus •                                |
| 303 | Servius Cornelius Lentulus •                                               | Lucius Genucius Aventinensis •                             |
| 302 | Marcus Aemilius Paullus •                                                  | Marcus Livius Denter •                                     |
| 302 | Dictature : Caius Iunius Bubulcus Brutus •                                 |                                                            |
| 301 | Quatrième année de dictature : Marcus Valerius Corvus •                    | Quatrième année de dictature : Marcus Valerius Corvus •    |
|     |                                                                            |                                                            |

### IIIesiècleav. J.-C.
| An  | Consuls (• : patriciens et • : plébéiens)                                              | Consuls (• : patriciens et • : plébéiens) |
| 300 | Marcus Valerius Corvus • I                                                             | Quintus Appuleius Pansa •                 |
| 299 | Titus Manlius Torquatus* •                                                             | Marcus Fulvius Paetinus •                 |
| 299 | Suff. : *Marcus Valerius Corvus • II                                                   |                                           |
| 298 | Lucius Cornelius Scipio Barbatus •                                                     | Cnaeus Fulvius Maximus Centumalus •       |
| 297 | Quintus Fabius Maximus Rullianus • IV                                                  | Publius Decius Mus • III                  |
| 296 | Appius Claudius Caecus • II                                                            | Lucius Volumnius Flamma Violens • II      |
| 295 | Quintus Fabius Maximus Rullianus • V                                                   | Publius Decius Mus • IV                   |
| 294 | Lucius Postumius Megellus • II                                                         | Marcus Atilius Regulus •                  |
| 293 | Lucius Papirius Cursor • I                                                             | Spurius Carvilius Maximus • I             |
| 292 | Quintus Fabius Maximus Gurges • I                                                      | Decimus Iunius Brutus Scaeva (en) •       |
| 292 | Dictature : Appius Claudius Caecus • I (?)                                             |                                           |
| 291 | Lucius Postumius Megellus • III                                                        | Caius Iunius Bubulcus Brutus (ru) • I     |
| 290 | Publius Cornelius Rufinus • I                                                          | Manius Curius Dentatus • I                |
| 289 | Marcus Valerius Maximus Corvinus • II                                                  | Quintus Caedicius Noctua •                |
| 288 | Publius Cornelius Arvina • II                                                          | Quintus Marcius Tremulus • II             |
| 287 | Caius Nautius Rutilus •                                                                | Marcus Claudius Marcellus •               |
| 287 | Dictatures : Quintus Hortensius • et Appius Claudius Caecus • II                       |                                           |
| 286 | Marcus Valerius Maximus Potitus •                                                      | Caius Aelius Paetus •                     |
| 285 | Marcus Aemilius Lepidus •                                                              | Caius Claudius Canina • I                 |
| 284 | Caius Servilius Tucca •                                                                | Lucius Caecilius Metellus Denter* •       |
| 284 | Suff. : *Manius Curius Dentatus • II (?)                                               |                                           |
| 283 | Publius Cornelius Dolabella •                                                          | Cnaeus Domitius Calvinus Maximus •        |
| 282 | Quintus Aemilius Papus • I                                                             | Caius Fabricius Luscinus • I              |
| 281 | Lucius Aemilius Barbula •                                                              | Quintus Marcius Philippus •               |
| 280 | Publius Valerius Laevinus •                                                            | Tiberius Coruncanius •                    |
| 280 | Dictature : Cnaeus Domitius Calvinus Maximus •                                         |                                           |
| 279 | Publius Sulpicius Saverrio •                                                           | Publius Decius Mus •                      |
| 278 | Quintus Aemilius Papus • II                                                            | Caius Fabricius Luscinus • II             |
| 277 | Publius Cornelius Rufinus • II                                                         | Caius Iunius Bubulcus Brutus (ru) • II    |
| 276 | Quintus Fabius Maximus Gurges • II                                                     | Caius Genucius Clepsina • I               |
| 276 | Dictature : Publius Cornelius Rufinus •                                                |                                           |
| 275 | Cornelius Lentulus Caudinus •                                                          | Manius Curius Dentatus • III              |
| 274 | Servius Cornelius Merenda •                                                            | Manius Curius Dentatus • IV               |
| 273 | Caius Fabius Dorso Licinus •                                                           | Caius Claudius Canina • II                |
| 272 | Lucius Papirius Cursor • II                                                            | Spurius Carvilius Maximus • II            |
| 271 | Caius Quinctius Claudus •                                                              | Lucius Genucius Clepsina •                |
| 270 | Cnaeus Cornelius Blasio • I                                                            | Caius Genucius Clepsina • II              |
| 269 | Caius Fabius Pictor •                                                                  | Quintus Ogulnius Gallus •                 |
| 268 | Appius Claudius Russus •                                                               | Publius Sempronius Sophus •               |
| 267 | Lucius Iulius Libo •                                                                   | Marcus Atilius Regulus • I                |
| 266 | Numerius Fabius Pictor •                                                               | Decimus Iunius Pera •                     |
| 265 | Quintus Fabius Maximus Gurges (en) •                                                   | Lucius Mamilius Vitulus •                 |
| 264 | Appius Claudius Caudex •                                                               | Marcus Fulvius Flaccus •                  |
| 263 | Manius Valerius Maximus Messalla •                                                     | Manius Otacilius Crassus • I              |
| 263 | Dictature : Cnaeus Fulvius Maximus Centumalus •                                        |                                           |
| 262 | Lucius Postumius Albinus Megellus •                                                    | Quintus Mamilius Vitulus •                |
| 261 | Lucius Valerius Flaccus •                                                              | Titus Otacilius Crassus •                 |
| 260 | Cnaeus Cornelius Scipio Asina • I                                                      | Caius Duilius •                           |
| 259 | Lucius Cornelius Scipio •                                                              | Caius Aquillius Florus •                  |
| 258 | Caius Sulpicius Paterculus •                                                           | Aulus Atilius Calatinus • I               |
| 257 | Cnaeus Cornelius Blasio • II                                                           | Caius Atilius Regulus Serranus • I        |
| 257 | Dictature : Quintus Ogulnius Gallus •                                                  |                                           |
| 256 | Lucius Manlius Vulso Longus • I                                                        | Quintus Caedicius* •                      |
| 256 | Suff. : *Marcus Atilius Regulus • II                                                   |                                           |
| 255 | Marcus Aemilius Paullus •                                                              | Servius Fulvius Paetinus Nobilior •       |
| 254 | Cnaeus Cornelius Scipio Asina • II                                                     | Aulus Atilius Calatinus • II              |
| 253 | Cnaeus Servilius Caepio •                                                              | Caius Sempronius Blaesus • I              |
| 252 | Publius Servilius Geminus • I                                                          | Caius Aurelius Cotta • I                  |
| 251 | Caius Furius Pacilus •                                                                 | Lucius Caecilius Metellus • I             |
| 250 | Lucius Manlius Vulso Longus • II                                                       | Caius Atilius Regulus Serranus • II       |
| 249 | Publius Claudius Appius Pulcher •                                                      | Lucius Iunius Pullus •                    |
| 249 | Dictatures : Marcus Claudius Glicia • et Aulus Atilius Caiatinus •                     |                                           |
| 248 | Publius Servilius Geminus • II                                                         | Caius Aurelius Cotta • II                 |
| 247 | Numerius Fabius Buteo •                                                                | Lucius Caecilius Metellus • II            |
| 246 | Marcus Fabius Licinus •                                                                | Manius Otacilius Crassus • II             |
| 246 | Dictature : Tiberius Coruncanius •                                                     |                                           |
| 245 | Marcus Fabius Buteo •                                                                  | Caius Atilius Bulbus • I                  |
| 244 | Aulus Manlius Torquatus Atticus • I                                                    | Caius Sempronius Blaesus • II             |
| 243 | Caius Sulpicius Galus •                                                                | Caius Fundanius Fundulus •                |
| 242 | Aulus Postumius Albinus •                                                              | Caius Lutatius Catulus •                  |
| 241 | Aulus Manlius Torquatus Atticus • II                                                   | Quintus Lutatius Catulus Cerco •          |
| 240 | Caius Claudius Caecus Centho •                                                         | Marcus Sempronius Tuditanus •             |
| 239 | Quintus Valerius Falto •                                                               | Caius Mamilius Turrinus •                 |
| 238 | Publius Valerius Falto •                                                               | Tiberius Sempronius Gracchus •            |
| 237 | Lucius Cornelius Lentulus Caudinus •                                                   | Quintus Fulvius Flaccus • I               |
| 236 | Publius Cornelius Lentulus Caudinus •                                                  | Caius Licinius Varus •                    |
| 235 | Titus Manlius Torquatus • I                                                            | Caius Atilius Bulbus • II                 |
| 234 | Lucius Postumius Albinus • I                                                           | Spurius Carvilius Maximus Ruga • I        |
| 233 | Quintus Fabius Maximus Verrucosus • I                                                  | Manius Pomponius Matho •                  |
| 232 | Marcus Aemilius Lepidus • I                                                            | Marcus Publicius Malleolus •              |
| 231 | Caius Papirius Maso •                                                                  | Marcus Pomponius Matho •                  |
| 231 | Dictature : Caius Duilius •                                                            |                                           |
| 230 | Marcus Aemilius Barbula •                                                              | Marcus Iunius Pera •                      |
| 229 | Lucius Postumius Albinus • II                                                          | Cnaeus Fulvius Centumalus •               |
| 228 | Quintus Fabius Maximus Verrucosus • II                                                 | Spurius Carvilius Maximus Ruga • II       |
| 227 | Publius Valerius Flaccus •                                                             | Marcus Atilius Regulus •                  |
| 226 | Marcus Valerius Maximus Messala •                                                      | Lucius Apustius Fullo •                   |
| 225 | Lucius Aemilius Papus •                                                                | Caius Atilius Regulus •                   |
| 224 | Titus Manlius Torquatus • II                                                           | Quintus Fulvius Flaccus • II              |
| 224 | Dictature : Lucius Caecilius Metellus •                                                |                                           |
| 223 | Publius Furius Philus •                                                                | Caius Flaminius Nepos • I                 |
| 222 | Cnaeus Cornelius Scipio Calvus •                                                       | Marcus Claudius Marcellus • I             |
| 221 | Publius Cornelius Scipio Asina* •                                                      | Marcus Minucius Rufus •                   |
| 221 | Suff. : *Marcus Aemilius Lepidus • II                                                  |                                           |
| 221 | Dictature : Quintus Fabius Maximus Verrucosus • I (?)                                  |                                           |
| 220 | Marcus Valerius Laevinus • I                                                           | Quintus Mucius Scævola (ru) •             |
| 220 | et/ou                                                                                  |                                           |
| 220 | Lucius Veturius Philo •                                                                | Caius Lutatius Catulus•                   |
| 219 | Lucius Aemilius Paullus • I                                                            | Marcus Livius Salinator • I               |
| 218 | Publius Cornelius Scipio •                                                             | Tiberius Sempronius Longus •              |
| 217 | Cnaeus Servilius Geminus •                                                             | Caius Flaminius Nepos* • II               |
| 217 | Suff. : *Marcus Atilius Regulus • II                                                   |                                           |
| 217 | Dictatures : Quintus Fabius Maximus Verrucosus • II et Lucius Veturius Philo •         |                                           |
| 216 | Lucius Aemilius Paullus • II                                                           | Caius Terentius Varro •                   |
| 216 | Dictatures : Marcus Junius Pera • et Marcus Fabius Buteo •                             |                                           |
| 215 | Lucius Postumius Albinus* • III                                                        | Tiberius Sempronius Gracchus • I          |
| 215 | Suff. : *Marcus Claudius Marcellus** • II et **Quintus Fabius Maximus Verrucosus • III |                                           |
| 214 | Quintus Fabius Maximus Verrucosus • IV                                                 | Marcus Claudius Marcellus • III           |
| 213 | Quintus Fabius Maximus •                                                               | Tiberius Sempronius Gracchus • II         |
| 213 | Dictature : Caius Claudius Centho •                                                    |                                           |
| 212 | Appius Claudius Pulcher •                                                              | Quintus Fulvius Flaccus • III             |
| 211 | Publius Sulpicius Galba Maximus • I                                                    | Cnaeus Fulvius Centunalus Maximus •       |
| 210 | Marcus Valerius Laevinus • II                                                          | Marcus Claudius Marcellus • IV            |
| 210 | Dictature : Quintus Fulvius Flaccus •                                                  |                                           |
| 209 | Quintus Fabius Maximus Verrucosus • V                                                  | Quintus Fulvius Flaccus • IV              |
| 208 | Titus Quinctius Crispinus •                                                            | Marcus Claudius Marcellus • V             |
| 208 | Dictature : Titus Manlius Torquatus •                                                  |                                           |
| 207 | Caius Claudius Nero •                                                                  | Marcus Livius Salinator • II              |
| 207 | Dictature : Marcus Livius Salinator •                                                  |                                           |
| 206 | Lucius Veturius Philo (en)•                                                            | Quintus Caecilius Metellus •              |
| 205 | Publius Cornelius Scipio Africanus • I                                                 | Publius Licinius Crassus Dives •          |
| 205 | Dictature : Quintus Caecilius Metellus •                                               |                                           |
| 204 | Marcus Cornelius Cethegus •                                                            | Publius Sempronius Tuditanus •            |
| 203 | Cnaeus Servilius Caepio •                                                              | Caius Servilius Geminus •                 |
| 203 | Dictature : Publius Sulpicius Galba Maximus •                                          |                                           |
| 202 | Tiberius Claudius Nero •                                                               | Marcus Servilius Pulex Geminus •          |
| 202 | Dictature : Caius Servilius Geminus •                                                  |                                           |
| 201 | Cnaeus Cornelius Lentulus •                                                            | Publius Aelius Paetus •                   |
|     |                                                                                        |                                           |

### IIesiècleav. J.-C.
| An  | Consuls (• : patriciens et • : plébéiens)                                     | Consuls (• : patriciens et • : plébéiens) |  |
| 200 | Publius Sulpicius Galba Maximus • II                                          | Caius Aurelius Cotta •                    |  |
| 199 | Lucius Cornelius Lentulus •                                                   | Publius Villius Tappulus •                |  |
| 198 | Titus Quinctius Flamininus •                                                  | Sextus Aelius Paetus Catus •              |  |
| 197 | Caius Cornelius Cethegus •                                                    | Quintus Minucius Rufus •                  |  |
| 196 | Lucius Furius Purpureo (en) •                                                 | Marcus Claudius Marcellus •               |  |
| 195 | Lucius Valerius Flaccus •                                                     | Marcus Porcius Cato Maior •               |  |
| 194 | Publius Cornelius Scipio Africanus • II                                       | Tiberius Sempronius Longus •              |  |
| 193 | Lucius Cornelius Merula •                                                     | Aulus Minucius Thermus •                  |  |
| 192 | Lucius Quinctius Flamininus •                                                 | Cnaeus Domitius Ahenobarbus •             |  |
| 191 | Publius Cornelius Scipio Nasica •                                             | Manius Acilius Glabrio •                  |  |
| 190 | Lucius Cornelius Scipio Asiaticus •                                           | Caius Laelius •                           |  |
| 189 | Cnaeus Manlius Vulso •                                                        | Marcus Fulvius Nobilior •                 |  |
| 188 | Marcus Valerius Messalla •                                                    | Caius Livius Salinator •                  |  |
| 187 | Marcus Aemilius Lepidus • I                                                   | Caius Flaminius •                         |  |
| 186 | Spurius Postumius Albinus •                                                   | Quintus Marcius Philippus • I             |  |
| 185 | Appius Claudius Pulcher •                                                     | Marcus Sempronius Tuditanus •             |  |
| 184 | Publius Claudius Pulcher •                                                    | Lucius Porcius Licinus •                  |  |
| 183 | Quintus Fabius Labeo •                                                        | Marcus Claudius Marcellus •               |  |
| 182 | Lucius Aemilius Paullus Macedonicus • I                                       | Cnaeus Baebius Tamphilus •                |  |
| 181 | Publius Cornelius Cethegus •                                                  | Marcus Baebius Tamphilus •                |  |
| 180 | Aulus Postumius Albinus Luscus •                                              | Caius Calpurnius Piso* •                  |  |
| 180 | Suff. : *Quintus Fulvius Flaccus • I                                          |                                           |  |
| 179 | Lucius Manlius Acidinus Fulvianus •                                           | Quintus Fulvius Flaccus • II              |  |
| 178 | Aulus Manlius Vulso •                                                         | Marcus Junius Brutus (en) •               |  |
| 177 | Caius Claudius Pulcher •                                                      | Tiberius Sempronius Gracchus • I          |  |
| 176 | Cnaeus Cornelius Scipio Hispallus* •                                          | Quintus Petillius •                       |  |
| 176 | Suff. : *Caius Valerius Laevinus •                                            |                                           |  |
| 175 | Marcus Aemilius Lepidus • II                                                  | Publius Mucius Scævola •                  |  |
| 174 | Spurius Postumius Albinus Paullulus •                                         | Quintus Mucius Scævola •                  |  |
| 173 | Lucius Postumius Albinus •                                                    | Marcus Popillius Laenas •                 |  |
| 172 | Caius Popillius Laenas • I                                                    | Publius Aelius Ligus •                    |  |
| 171 | Publius Licinius Crassus •                                                    | Caius Cassius Longinus •                  |  |
| 170 | Aulus Hostilius Mancinus •                                                    | Aulus Atilius Serranus •                  |  |
| 169 | Cnaeus Servilius Caepio •                                                     | Quintus Marcius Philippus • II            |  |
| 168 | Lucius Aemilius Paullus Macedonicus • II                                      | Caius Licinius Crassus •                  |  |
| 167 | Quintus Aelius Paetus •                                                       | Marcus Junius Pennus •                    |  |
| 166 | Caius Sulpicius Galba •                                                       | Marcus Claudius Marcellus • I             |  |
| 165 | Titus Manlius Torquatus •                                                     | Cnaeus Octavius •                         |  |
| 164 | Aulus Manlius Torquatus (de) •                                                | Quintus Cassius Longinus •                |  |
| 163 | Tiberius Sempronius Gracchus • II                                             | Marcus Juventius Thalna •                 |  |
| 162 | Publius Cornelius Scipio Nasica Corculum* • I                                 | Caius Marcius Figulus** • I               |  |
| 162 | Suff. : *Publius Cornelius Lentulus • et **Cnaeus Domitius Ahenobarbus (en) • |                                           |  |
| 161 | Marcus Valerius Messalla •                                                    | Caius Fannius Strabo •                    |  |
| 160 | Marcus Cornelius Cethegus •                                                   | Lucius Anicius Gallus •                   |  |
| 159 | Cnaeus Cornelius Dolabella •                                                  | Marcus Fulvius Nobilior •                 |  |
| 158 | Marcus Aemilius Lepidus •                                                     | Caius Popillius Laenas • II               |  |
| 157 | Sextus Julius Caesar •                                                        | Lucius Aurelius Orestes •                 |  |
| 156 | Lucius Cornelius Lentulus Lupus •                                             | Caius Marcius Figulus • II                |  |
| 155 | Publius Cornelius Scipio Nasica Corculum • II                                 | Marcus Claudius Marcellus • II            |  |
| 154 | Lucius Postumius Albinus •                                                    | Quintus Opimius •                         |  |
| 153 | Tiberius Annius Luscus •                                                      | Quintus Fulvius Nobilior •                |  |
| 152 | Lucius Valerius Flaccus •                                                     | Marcus Claudius Marcellus • III           |  |
| 151 | Aulus Postumius Albinus •                                                     | Lucius Licinius Lucullus •                |  |
| 150 | Tiberius Quinctius Flaminius •                                                | Manius Acilius Balbus (de) •              |  |
| 149 | Manius Manilius •                                                             | Lucius Marcius Censorinus •               |  |
| 148 | Spurius Postumius Albinus Magnus •                                            | Lucius Calpurnius Piso Caesoninus •       |  |
| 147 | Publius Cornelius Scipio Aemilianus Africanus • I                             | Caius Livius Drusus •                     |  |
| 146 | Cnaeus Cornelius Lentulus •                                                   | Lucius Mummius Achaicus •                 |  |
| 145 | Quintus Fabius Maximus Aemilianus •                                           | Lucius Hostilius Mancinus •               |  |
| 144 | Servius Sulpicius Galba •                                                     | Lucius Aurelius Cotta •                   |  |
| 143 | Appius Claudius Pulcher •                                                     | Quintus Caecilius Metellus Macedonicus •  |  |
| 142 | Quintus Fabius Maximus Servilianus •                                          | Lucius Caecilius Metellus Calvus •        |  |
| 141 | Cnaeus Servilius Caepio •                                                     | Quintus Pompeius •                        |  |
| 140 | Quintus Servilius Caepio •                                                    | Caius Laelius Sapiens •                   |  |
| 139 | Cnaeus Calpurnius Piso •                                                      | Marcus Popillius Laenas •                 |  |
| 138 | Publius Cornelius Scipio Nasica Serapio •                                     | Decimus Junius Brutus Callaicus •         |  |
| 137 | Marcus Aemilius Lepidus Porcina •                                             | Caius Hostilius Mancinus •                |  |
| 136 | Lucius Furius Philus •                                                        | Sextus Atilius Serranus •                 |  |
| 135 | Quintus Calpurnius Piso •                                                     | Servius Fulvius Flaccus •                 |  |
| 134 | Publius Cornelius Scipio Aemilianus Africanus • II                            | Caius Fulvius Flaccus •                   |  |
| 133 | Publius Mucius Scaevola •                                                     | Lucius Calpurnius Piso Frugi •            |  |
| 132 | Publius Popillius Laenas •                                                    | Publius Rupilius •                        |  |
| 131 | Lucius Valerius Flaccus (en) •                                                | Publius Licinius Crassus Dives Mucianus • |  |
| 130 | Lucius Cornelius Lentulus (de)* •                                             | Marcus Perperna •                         |  |
| 130 | Suff. : *Appius Claudius Nero •                                               |                                           |  |
| 129 | Caius Sempronius Tuditanus •                                                  | Manius Aquilius •                         |  |
| 128 | Titus Annius Rufus •                                                          | Cnaeus Octavius •                         |  |
| 127 | Lucius Cornelius Cinna •                                                      | Lucius Cassius Longinus Ravilla •         |  |
| 126 | Marcus Aemilius Lepidus •                                                     | Lucius Aurelius Orestes •                 |  |
| 125 | Marcus Fulvius Flaccus •                                                      | Marcus Plautius Hypsaeus •                |  |
| 124 | Caius Cassius Longinus •                                                      | Caius Sextius Calvinus                    |  |
| 123 | Titus Quinctius Flaminius •                                                   | Quintus Caecilius Metellus Baliaricus •   |  |
| 122 | Cnaeus Domitius Ahenobarbus •                                                 | Caius Fannius Strabo •                    |  |
| 121 | Quintus Fabius Maximus Allobrogicus •                                         | Lucius Opimius •                          |  |
| 120 | Caius Papirius Carbo •                                                        | Publius Manilius •                        |  |
| 119 | Lucius Aurelius Cotta •                                                       | Lucius Caecilius Metellus Delmaticus •    |  |
| 118 | Quintus Marcius Rex •                                                         | Marcus Porcius Cato •                     |  |
| 117 | Quintus Mucius Scævola •                                                      | Lucius Caecilius Metellus Diadematus •    |  |
| 116 | Quintus Fabius Maximus Eburnus •                                              | Caius Licinius Geta •                     |  |
| 115 | Marcus Aemilius Scaurus •                                                     | Marcus Caecilius Metellus •               |  |
| 114 | Manius Acilius Balbus •                                                       | Caius Porcius Cato •                      |  |
| 113 | Cnaeus Papirius Carbo •                                                       | Caius Caecilius Metellus Caprarius •      |  |
| 112 | Lucius Calpurnius Piso Caesoninus •                                           | Marcus Livius Drusus •                    |  |
| 111 | Publius Cornelius Scipio Nasica Serapio •                                     | Lucius Calpurnius Bestia •                |  |
| 110 | Spurius Postumius Albinus •                                                   | Marcus Minucius Rufus •                   |  |
| 109 | Quintus Caecilius Metellus Numidicus •                                        | Marcus Junius Silanus •                   |  |
| 108 | Servius Sulpicius Galba •                                                     | Hortensius* •                             |  |
| 108 | Suff. : *Marcus Aurelius Scaurus •                                            |                                           |  |
| 107 | Lucius Cassius Longinus •                                                     | Caius Marius • I                          |  |
| 106 | Quintus Servilius Caepio •                                                    | Caius Atilius Serranus •                  |  |
| 105 | Cnaeus Mallius Maximus •                                                      | Publius Rutilius Rufus •                  |  |
| 104 | Caius Flavius Fimbria •                                                       | Caius Marius • II                         |  |
| 103 | Lucius Aurelius Orestes •                                                     | Caius Marius • III                        |  |
| 102 | Quintus Lutatius Catulus •                                                    | Caius Marius • IV                         |  |
| 101 | Manius Aquilius Nepos •                                                       | Caius Marius • V                          |  |
|     |                                                                               |                                           |  |

### Iersiècleav. J.-C.
| An                                                                       | Consuls (• : patriciens et • : plébéiens) | Consuls (• : patriciens et • : plébéiens)         |
| 100                                                                      | Lucius Valerius Flaccus • | Caius Marius • VI                                 |
| 99                                                                       | Aulus Postumius Albinus • | Marcus Antonius Orator •                          |
| 98                                                                       | Quintus Caecilius Metellus Nepos • | Titus Didius •                                    |
| 97                                                                       | Cnaeus Cornelius Lentulus • | Publius Licinius Crassus •                        |
| 96                                                                       | Caius Cassius Longinus • | Cnaeus Domitius Ahenobarbus •                     |
| 95                                                                       | Quintus Mucius Scævola • | Lucius Licinius Crassus •                         |
| 94                                                                       | Caius Coelius Caldus • | Lucius Domitius Ahenobarbus •                     |
| 93                                                                       | Caius Valerius Flaccus • | Marcus Herennius •                                |
| 92                                                                       | Caius Claudius Pulcher • | Marcus Perperna •                                 |
| 91                                                                       | Sextus Julius Caesar • | Lucius Marcius Philippus •                        |
| 90                                                                       | Lucius Julius Caesar • | Publius Rutilius Lupus •                          |
| 89                                                                       | Cnaeus Pompeius Strabo • | Lucius Porcius Cato •                             |
| 88                                                                       | Lucius Cornelius Sulla • I | Quintus Pompeius Rufus •                          |
| 87                                                                       | Lucius Cornelius Cinna • I | Cnaeus Octavius •                                 |
| Suff.                                                                    | | Lucius Cornelius Merula                           |
| 86                                                                       | Lucius Cornelius Cinna • II | Caius Marius* • VII                               |
| Suff.                                                                    | | Lucius Valerius Flaccus (en) •                    |
| 85                                                                       | Lucius Cornelius Cinna • III | Cnaeus Papirius Carbo • I                         |
| 84                                                                       | Lucius Cornelius Cinna • IV | Cnaeus Papirius Carbo • II                        |
| 83                                                                       | Lucius Cornelius Scipio Asiaticus Asiagenus •                                                                                                   | Caius Norbanus •                                  |
| 82                                                                       | Cnaeus Papirius Carbo • III | Caius Marius •                                    |
| 82                                                                       | Dictature : Lucius Cornelius Sulla • (à vie à partir de fin 82)                                                                                 |                                                   |
| 81                                                                       | Cnaeus Cornelius Dolabella • | Marcus Tullius Decula •                           |
| 81                                                                       | Dictature : Lucius Cornelius Sulla • (abdication mi 81 au bout de 6 mois)                                                                       |                                                   |
| 80                                                                       | Lucius Cornelius Sulla • II | Quintus Caecilius Metellus Pius •                 |
| 79                                                                       | Appius Claudius Pulcher • | Publius Servilius Vatia Isauricus •               |
| 78                                                                       | Marcus Aemilius Lepidus • | Quintus Lutatius Catulus •                        |
| 77                                                                       | Mamercus Aemilius Lepidus Livianus • | Decimus Junius Brutus (en) •                      |
| 76                                                                       | Cnaeus Octavius • | Caius Scribonius Curio •                          |
| 75                                                                       | Caius Aurelius Cotta • | Lucius Octavius •                                 |
| 74                                                                       | Marcus Aurelius Cotta • | Lucius Licinius Lucullus •                        |
| 73                                                                       | Caius Cassius Longinus Varus • | Marcus Terentius Varro Lucullus •                 |
| 72                                                                       | Cnaeus Cornelius Lentulus Clodianus • | Lucius Gellius Publicola •                        |
| 71                                                                       | Publius Cornelius Lentulus Sura • | Cnaeus Aufidius Orestes •                         |
| 70                                                                       | Marcus Licinius Crassus • I | Cnaeus Pompeius Magnus • I                        |
| 69                                                                       | Quintus Caecilius Metellus Creticus • | Quintus Hortensius Hortalus •                     |
| 68                                                                       | Lucius Caecilius Metellus Caprarius • | Quintus Marcius Rex •                             |
| Suff.                                                                    | Servilius Vatia (décède lors de son consulat)                                                                                                   |                                                   |
| 67                                                                       | Manius Acilius Glabrio • | Caius Calpurnius Piso •                           |
| 66                                                                       | Manius Aemilius Lepidus • | Lucius Volcacius Tullus •                         |
| 65                                                                       | Lucius Manlius Torquatus • | Lucius Aurelius Cotta •                           |
| 64                                                                       | Lucius Julius Caesar • | Caius Marcius Figulus •                           |
| 63                                                                       | Marcus Tullius Cicero • | Caius Antonius Hybrida •                          |
| 62                                                                       | Decimus Iunius Silanus • | Lucius Licinius Murena •                          |
| 61                                                                       | Marcus Valerius Messalla Niger • | Marcus Pupius Piso Frugi Calpurnianus •           |
| 60                                                                       | Lucius Afranius • | Quintus Caecilius Metellus Celer •                |
| 59                                                                       | Caius Julius Caesar • I | Marcus Calpurnius Bibulus •                       |
| 58                                                                       | Lucius Calpurnius Piso Caesoninus • | Aulus Gabinius •                                  |
| 57                                                                       | Publius Cornelius Lentulus Spinther • | Quintus Caecilius Metellus Nepos •                |
| 56                                                                       | Cnaeus Cornelius Lentulus Marcellinus • | Lucius Marcius Philippus •                        |
| 55                                                                       | Marcus Licinius Crassus • II | Cnaeus Pompeius Magnus • II                       |
| 54                                                                       | Appius Claudius Pulcher • | Lucius Domitius Ahenobarbus •                     |
| 53                                                                       | Marcus Valerius Messalla Rufus • | Cnaeus Domitius Calvinus • I                      |
| 52                                                                       | Cnaeus Pompeius Magnus • III | Quintus Caecilius Metellus Pius Scipio Nasica •   |
| 51                                                                       | Servius Sulpicius Rufus • | Marcus Claudius Marcellus •                       |
| 50                                                                       | Lucius Aemilius Paullus • | Caius Claudius Marcellus •                        |
| 49                                                                       | Lucius Cornelius Lentulus Crus • | Caius Claudius Marcellus •                        |
| 49                                                                       | Dictature : Caius Julius Caesar • I (onze jours fin 49)                                                                                         |                                                   |
| 48                                                                       | Caius Julius Caesar • II | Publius Servilius Vatia Isauricus • I             |
| 47                                                                       | Dictature : Caius Julius Caesar • II (pour un an)                                                                                               | Dictature : Caius Julius Caesar • II (pour un an) |
| 47                                                                       | Quintus Fufius Calenus • | Publius Vatinius •                                |
| 46                                                                       | Caius Julius Caesar • III | Marcus Aemilius Lepidus • I                       |
| Dictature : Caius Julius Caesar • III (pour dix ans)                     | |                                                   |
| 45                                                                       | Caius Julius Caesar • IV (consul unique) | Caius Julius Caesar • IV (consul unique)          |
| Suff.                                                                    | Quintus Fabius Maximus • (oct. - déc.) | Caius Trebonius • (oct. - déc)                    |
| Suff.                                                                    | Caius Caninius Rebilus • (31 déc.) |                                                   |
| 44                                                                       | Caius Julius Caesar* • V | Marcus Antonius • I                               |
| 44                                                                       | Dictature : Caius Julius Caesar • IV (à vie) |                                                   |
| 44                                                                       | Suff. : *Publius Cornelius Dolabella • |                                                   |
| 43                                                                       | Aulus Hirtius • | Caius Vibius Pansa Caetronianus •                 |
| 43                                                                       | Suffects : Caius Julius Caesar Octavianus • I, Quintus Pedius •, Caius Carrinas • et Publius Ventidius Bassus •                                 |                                                   |
| 42                                                                       | Marcus Aemilius Lepidus • II | Lucius Munatius Plancus •                         |
| 41                                                                       | Publius Servilius Vatia Isauricus • II | Lucius Antonius •                                 |
| 40                                                                       | Caius Asinius Pollio • | Cnaeus Domitius Calvinus • II                     |
| 40                                                                       | Suff. : Lucius Cornelius Balbus et Publius Canidius Crassus •                                                                                   |                                                   |
| 39                                                                       | Caius Calvisius Sabinus • | Lucius Marcius Censorinus •                       |
| 39                                                                       | Suff. : Caius Cocceius Balbus • et Publius Alfenus Varus •                                                                                      |                                                   |
| 38                                                                       | Appius Claudius Pulcher • | Caius Norbanus Flaccus •                          |
| 38                                                                       | Suff. : Lucius Cornelius Lentulus • et Lucius Marcius Philippus •                                                                               |                                                   |
| 37                                                                       | Lucius Caninius Gallus • | Marcus Vipsanius Agrippa • I                      |
| 37                                                                       | Suff. : Titus Statilius Taurus • |                                                   |
| 36                                                                       | Marcus Cocceius Nerva • | Lucius Gellius Publicola •                        |
| 36                                                                       | Suff. : Lucius Nonius Asprenas • et Quintus Marcius •                                                                                           |                                                   |
| 35                                                                       | Lucius Cornificius • | Sextus Pompeius •                                 |
| 35                                                                       | Suff. : Publius Cornelius Dolabella • et Titus Peducaeus •                                                                                      |                                                   |
| 34                                                                       | Marcus Antonius • II | Lucius Scribonius Libo •                          |
| 34                                                                       | Suff. : Aemilius Lepidus Paullus •, Lucius Sempronius Atratinus •, Caius Memmius • et Marcus Herennius •                                        |                                                   |
| 33                                                                       | Caius Julius Caesar Octavianus • II | Lucius Volcacius Tullus •                         |
| 33                                                                       | Suff. : Lucius Autronius Paetus •, Lucius Flavius •, Caius Fonteius Capito •, Marcus Acilius Glabrio •, Lucius Vinicius • et Quintus Laronius • |                                                   |
| 32                                                                       | Cnaeus Domitius Ahenobarbus • | Caius Sosius •                                    |
| 32                                                                       | Suff. : Lucius Cornelius Cinna • et Marcus Valerius Messalla •                                                                                  |                                                   |
| 31                                                                       | Caius Julius Caesar Octavianus • III | Marcus Valerius Messalla Corvinus •               |
| 31                                                                       | Suff. : Marcus Titius • et Cnaeus Pompeius • |                                                   |
| 30                                                                       | Caius Julius Caesar Octavianus • IV | Marcus Licinius Crassus •                         |
| 30                                                                       | Suff. : Caius Antistius Vetus, Marcus Tullius Cicero Minor et Lucius Saenius                                                                    |                                                   |
| 29                                                                       | Caius Julius Caesar Octavianus • V | Sextus Appuleius •                                |
| 29                                                                       | Suff. : Potitus Valerius Messalla |                                                   |
| 28                                                                       | Caius Julius Caesar Octavianus • VI | Marcus Vipsanius Agrippa • II                     |
| 27                                                                       | Imperator Caesar Augustus • VII | Marcus Vipsanius Agrippa • III                    |
| Instauration du principat                                                | |                                                   |
| Liste des consuls romains du Haut-Empire (27 av. J.-C. à 192 apr. J.-C.) | |                                                   |